# Rosa 'Paso Doble'
'Paso Doble' (el nombre del obtentor registrado), es un cultivar de rosa que fue conseguido en Francia en 1976 por el rosalista Francesco Giacomo Paolino en Meilland.

## Descripción
'Paso Doble' es una rosa moderna cultivar del grupo Floribunda.
El cultivar procede del grupo Floribunda. Las formas arbustivas del cultivar tienen porte erecto y alcanza de 120 cm de alto. Las hojas son de color verde oscuro y brillante. Sus delicadas flores de color rojo carmesí, con el centro amarillo dorado fuerte por resalte de sus estambres, de fragancia moderada. Medianas con 8 a 9 pétalos. En pequeños grupos, forma flor plana. Primavera o verano son las épocas de máxima floración, si se le hacen podas más tarde tiene después floraciones dispersas.

## Origen
El cultivar fue desarrollado en Francia por el rosalista Francesco Giacomo Paolino en Meilland en 1976. 'Paso Doble' es una rosa híbrida del grupo Floribunda.
El obtentor fue registrado bajo el nombre cultivar de 'Paso Doble' por Francesco Giacomo Paolino en Meilland en1976 y se le dio el nombre comercial de 'Paso Doble'. También se le reconoce por los sinónimos de 'MEIlanodin' y 'Paso Double'.

## Cultivo
Aunque las plantas están generalmente libres de enfermedades, es posible que sufran de punto negro en climas más húmedos o en situaciones donde la circulación de aire es limitada. Se desarrollan mejor a pleno sol. En América del Norte son capaces de ser cultivadas en USDA Hardiness Zones 7b a 10b. La resistencia y la popularidad de la variedad han visto generalizado su uso en cultivos en todo el mundo.
Puede ser utilizado para las flores cortadas o jardín. Vigorosa. En la poda de Primavera es conveniente retirar las cañas viejas y madera muerta o enferma y recortar cañas que se cruzan. En climas más cálidos, recortar las cañas que quedan en alrededor de un tercio. En las zonas más frías, probablemente hay que podar un poco más que eso. Requiere protección contra la congelación de las heladas invernales.